# Piermaria Oddone
Piermaria Oddone (Arequipa, Perú, 26 de marzo de 1944) es un físico de partículas peruano-estadounidense.

## Biografía
Piermaria Oddone nació en Arequipa, Perú, el 26 de marzo de 1944. Estudió en el colegio Pestalozzi de Lima. En 1965 se graduó con el grado de bachiller en Física en el Instituto Tecnológico de Massachusetts. En 1970 obtuvo un doctorado en Física en la Universidad de Princeton y luego postdoctorado en el Instituto Tecnológico de California.
En 1972 Oddone empezó a trabajar en el Laboratorio Lawrence Berkeley de Energía de los Estados Unidos. En 1987 fue nombrado director de la División de Física de Berkeley Lab. y más tarde se convirtió en el director adjunto de laboratorio para programas científicos.
Fue nombrado director del Laboratorio del Acelerador Nacional Fermi (Fermilab) y tomó posesión de su cargo el 1 de julio de 2005.
Oddone recibió el Premio Panofsky 2005 en física experimental de partículas por la invención de un colisionador de partículas (B-Factory) para investigar la diferencia entre la materia y la antimateria.